# Naga (zona autoadministrada)
Naga é uma zona autoadministrada da Birmânia (ou Mianmar) com capital em Lahe. Foi criada no interior da região de Sagaingue após conflito armado com o governo.